# Aceratium ferrugineum
Aceratium ferrugineum là một loài thực vật có hoa trong họ Côm. Loài này được C.T.White mô tả khoa học đầu tiên năm 1932.

## Hình ảnh

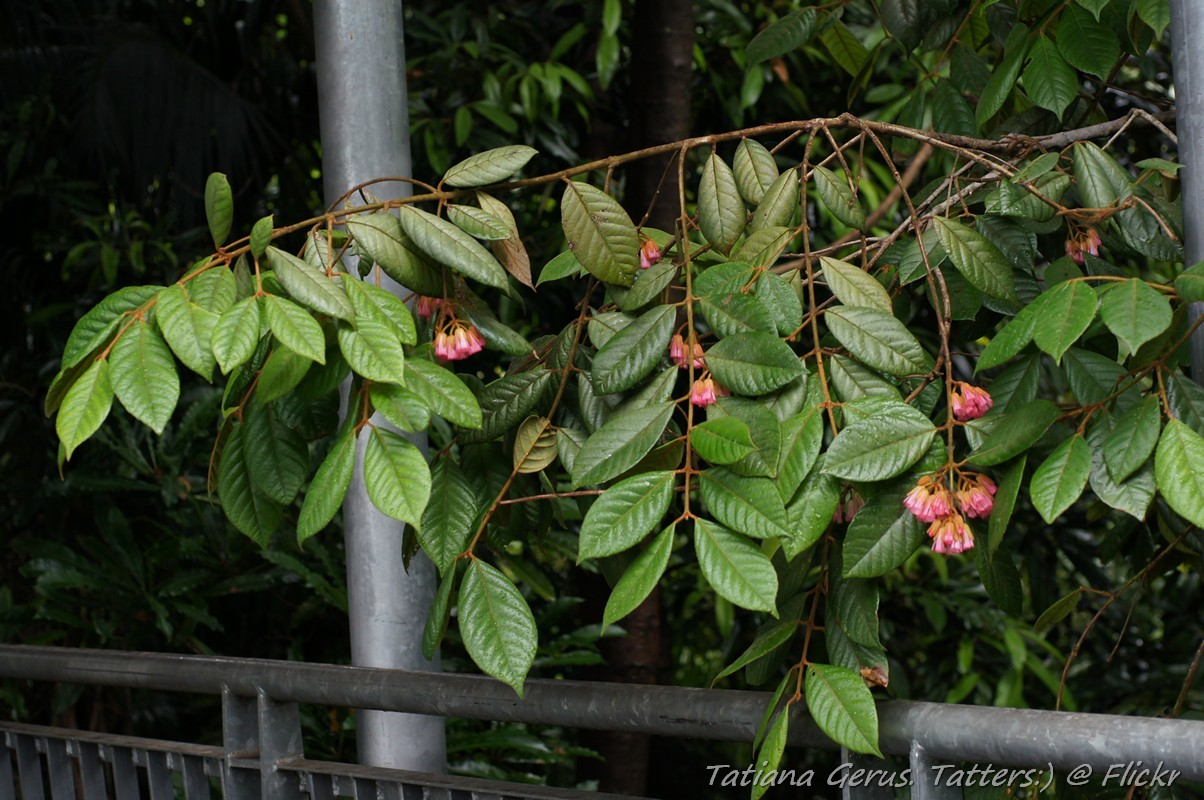
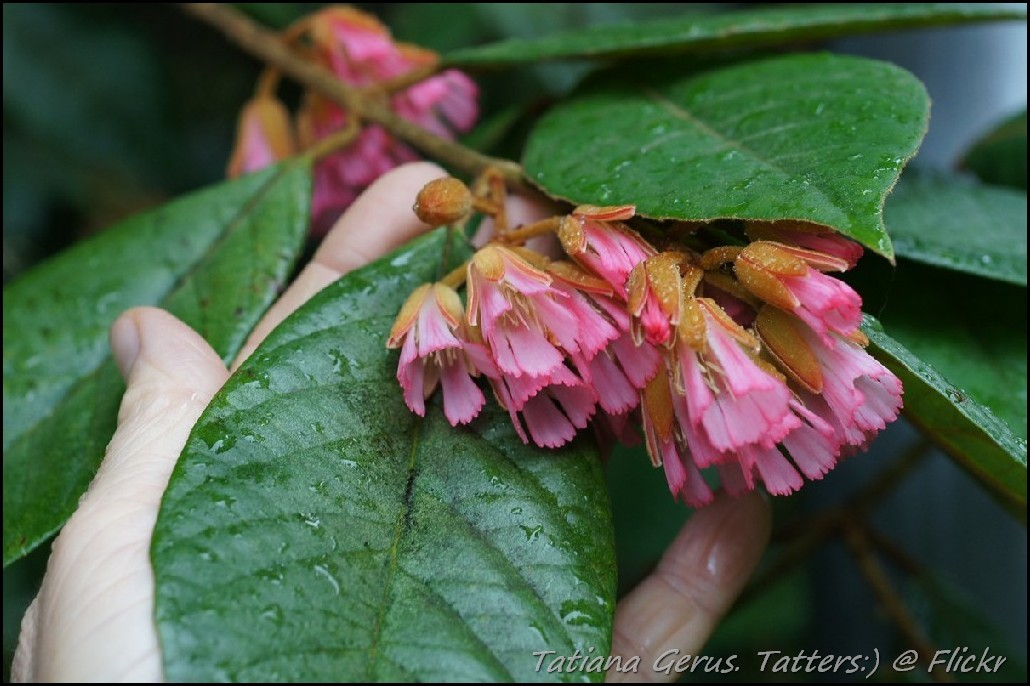